# 圭皓
圭皓（1989年10月5日－），臺灣演員、主持人、歌手、慈善家、YouTuber、日語老師，畢業於淡江大學日本語文學系，也是學校第三屆春暉專案陽光大使代言人。曾獲選高中校際演講比賽第一名及雅虎奇摩第三屆無名良品明日之星獎。因編、導、演《春暉歲月Glorious Times》(熱門國片艋舺戒菸版)，受各家媒體關注及讚賞其正面動力。2011年日本東北地方太平洋近海地震發生時，錄製一段長達4分鐘感人肺腑的激勵影片，向日本災民加油及祈福，在Youtube上有不少日本人對此表達感激。

### 電視劇
- 2013年 民視《廉政英雄》 飾 王子傑。
- 2014年 大愛《長情劇展-牽你的手 走愛的路》 飾 又德(啟智生)。

### 舞台劇
- 2012年 日本 《天使は瞳を閉じて》 飾 ユタカ (主演)。

### 微電影
- 2012年 《第四號作品》 飾 鄭奇譽

### 綜藝節目
- 2010年7月31日 中視《我猜我猜我猜猜猜-有問題劇場之艋舺》 飾 何天祐。
- 2010年11月1日 中天《大學生了沒，校園傳奇人物特輯》 特別來賓
- 2011年6月 GOOD TV《幸福來敲門-學生打工，不得不?》 來賓
- 2011年7月 GOOD TV《幸福來敲門-失戀療傷日記》 來賓
- 2011年9月 GOOD TV《幸福來敲門-麵包、愛情，你愛哪一個？》 來賓
- 2011年10月 GOOD TV《幸福來敲門-女追男，隔層紗？！》 來賓
- 2014年民視《流行新勢力》

### CM
- 2011年- 《ネアックEXP》

### 代言
- 淡江大學第三屆春暉專案陽光大使

### 得獎紀錄
- 雅虎奇摩第三屆無名良品明日之星獎

## 相關新聞
- 2010.08.17 蘋果日報: 6塊肌型男明星臉 搶當明日之星
- 2010.08.18 蘋果日報:山寨版小天kuso《艋舺》 奪明日之星獎
- 日本加油！大學生自製影片PO網鼓勵（页面存档备份，存于）

## 外部連結
- 圭皓的新浪微博
- 圭皓Facebook
- 圭皓Youtube（页面存档备份，存于）